# Tournoi de tennis de Bogota
Le tournoi de Bogota (Colombie) est un tournoi de tennis professionnel féminin du circuit WTA et masculin du circuit ATP.
L'épreuve féminine est organisée chaque année en février, puis en avril à partir de 2014, sur terre battue. La première édition, classée ITF, date de 1993. En 1998, le tournoi est intégré au circuit WTA en catégorie Tier IV. C'est la première fois que l'Amérique latine accueille une épreuve de niveau international. Depuis, le tournoi revient chaque année au calendrier du circuit professionnel. Avec quatre succès (dont trois consécutifs de 2002 à 2004), Fabiola Zuluaga y détient le record de victoires en simple dames.
De 1977 à 2001, une épreuve masculine a également été organisée à Bogota. En 2013 le tournoi retrouve sa place dans le calendrier à la place de Los Angeles. L'épreuve masculine se déroule sur dur et est organisée depuis 2013 au milieu du mois de juillet. Elle sert de préparation à l'US Open.
En 2016, le tournoi masculin cède sa place au calendrier au profit du tournoi de Cabo San Lucas au Mexique.

## Palmarès dames

### Simple
| No                                                          | Date       | Nom et lieu du tournoi                  | Catégorie | Dotation  | Surface      | Vainqueure                | Finaliste              | Score               |         |
| ----------------------------------------------------------- | ---------- | --------------------------------------- | --------- | --------- | ------------ | ------------------------- | ---------------------- | ------------------- | ------- |
| 1                                                           | 16-02-1998 | Copa Colsanitas, Bogota                 | Tier IV   | 107 500 $ | Terre (ext.) | Paola Suárez              | Sonya Jeyaseelan       | 6-3, 6-4            | Tableau |
| 2                                                           | 15-02-1999 | Copa Colsanitas, Bogota                 | Tier IVa  | 142 500 $ | Terre (ext.) | Fabiola Zuluaga           | Christína Papadáki     | 6-1, 6-3            | Tableau |
| 3                                                           | 07-02-2000 | Copa Colsanitas, Bogota                 | Tier IVa  | 140 000 $ | Terre (ext.) | Patricia Wartusch         | Tathiana Garbin        | 4-6, 6-1, 6-4       | Tableau |
| 4                                                           | 19-02-2001 | Copa Colsanitas, Bogota                 | Tier III  | 170 000 $ | Terre (ext.) | Paola Suárez              | Rita Kuti-Kis          | 6-2, 6-4            | Tableau |
| 5                                                           | 18-02-2002 | Copa Colsanitas, Bogota                 | Tier III  | 170 000 $ | Terre (ext.) | Fabiola Zuluaga           | Katarina Srebotnik     | 6-1, 6-4            | Tableau |
| 6                                                           | 17-02-2003 | Copa Colsanitas, Bogota                 | Tier III  | 170 000 $ | Terre (ext.) | Fabiola Zuluaga           | Anabel Medina          | 6-3, 6-2            | Tableau |
| 7                                                           | 23-02-2004 | Copa Colsanitas Seguros Bolivar, Bogota | Tier III  | 170 000 $ | Terre (ext.) | Fabiola Zuluaga           | María Antonia Sánchez  | 3-6, 6-4, 6-2       | Tableau |
| 8                                                           | 14-02-2005 | Copa Colsanitas Seguros Bolivar, Bogota | Tier III  | 170 000 $ | Terre (ext.) | Flavia Pennetta           | Lourdes Domínguez Lino | 7-64, 6-4           | Tableau |
| 9                                                           | 20-02-2006 | Copa Colsanitas Seguros Bolivar, Bogota | Tier III  | 175 000 $ | Terre (ext.) | Lourdes Domínguez Lino    | Flavia Pennetta        | 7-63, 6-4           | Tableau |
| 10                                                          | 19-02-2007 | Copa Colsanitas, Bogota                 | Tier III  | 175 000 $ | Terre (ext.) | Roberta Vinci             | Tathiana Garbin        | 6-74, 6-4, 0-3, ab. | Tableau |
| 11                                                          | 18-02-2008 | Copa Colsanitas Santander, Bogota       | Tier III  | 185 000 $ | Terre (ext.) | Nuria Llagostera Vives    | María Emilia Salerni   | 6-0, 6-4            | Tableau |
| 12                                                          | 16-02-2009 | Copa Sony Ericsson Colsanitas, Bogota   | Intern'l  | 220 000 $ | Terre (ext.) | María José Martínez       | Gisela Dulko           | 6-3, 6-2            | Tableau |
| 13                                                          | 15-02-2010 | Copa BBVA-Colsanitas, Bogota            | Intern'l  | 220 000 $ | Terre (ext.) | Mariana Duque Mariño      | Angelique Kerber       | 6-4, 6-3            | Tableau |
| 14                                                          | 14-02-2011 | XIX Copa BBVA-Colsanitas, Bogota        | Intern'l  | 220 000 $ | Terre (ext.) | Lourdes Domínguez Lino    | Mathilde Johansson     | 2-6, 6-3, 6-2       | Tableau |
| 15                                                          | 13-02-2012 | XX Copa BBVA-Colsanitas, Bogota         | Intern'l  | 220 000 $ | Terre (ext.) | Lara Arruabarrena         | Alexandra Panova       | 6-2, 7-5            | Tableau |
| 16                                                          | 18-02-2013 | XXI Copa Claro Colsanitas, Bogota       | Intern'l  | 235 000 $ | Terre (ext.) | Jelena Janković           | Paula Ormaechea        | 6-1, 6-2            | Tableau |
| 17                                                          | 07-04-2014 | Claro Open Colsanitas, Bogota           | Intern'l  | 226 750 $ | Terre (ext.) | Caroline Garcia           | Jelena Janković        | 6-3, 6-4            | Tableau |
| 18                                                          | 13-04-2015 | Claro Open Colsanitas, Bogota           | Intern'l  | 226 750 $ | Terre (ext.) | Teliana Pereira           | Yaroslava Shvedova     | 7-62, 6-1           | Tableau |
| 19                                                          | 11-04-2016 | Claro Open Colsanitas, Bogota           | Intern'l  | 226 750 $ | Terre (ext.) | Irina Falconi             | Sílvia Soler Espinosa  | 6-2, 2-6, 6-4       | Tableau |
| 20                                                          | 10-04-2017 | Claro Open Colsanitas, Bogota           | Intern'l  | 226 750 $ | Terre (ext.) | Francesca Schiavone       | Lara Arruabarrena      | 6-4, 7-5            | Tableau |
| 21                                                          | 09-04-2018 | Claro Open Colsanitas, Bogota           | Intern'l  | 226 750 $ | Terre (ext.) | Anna Karolína Schmiedlová | Lara Arruabarrena      | 6-2, 6-4            | Tableau |
| 22                                                          | 08-04-2019 | Claro Open Colsanitas, Bogota           | Intern'l  | 226 750 $ | Terre (ext.) | Amanda Anisimova          | Astra Sharma           | 4-6, 6-4, 6-1       | Tableau |
| Tournoi annulé en 2020 à cause de l'épidémie du coronavirus |            |                                         |           |           |              |                           |                        |                     |         |
| 23                                                          | 05-04-2021 | Copa Colsanitas, Bogota                 | WTA 250   | 235 238 $ | Terre (ext.) | Camila Osorio             | Tamara Zidanšek        | 5-7, 6-3, 6-4       | Tableau |
| 24                                                          | 04-04-2022 | Copa Colsanitas, Bogota                 | WTA 250   | 239 477 $ | Terre (ext.) | Tatjana Maria             | Laura Pigossi          | 6-3, 4-6, 6-2       | Tableau |
| 25                                                          | 03-04-2023 | Copa Colsanitas, Bogota                 | WTA 250   | 259 303 $ | Terre (ext.) | Tatjana Maria             | Peyton Stearns         | 6-3, 2-6, 6-4       | Tableau |
| 26                                                          | 01-04-2024 | Copa Colsanitas, Bogota                 | WTA 250   | 267 082 $ | Terre (ext.) | Camila Osorio             | Marie Bouzková         | 6-3, 7-65           | Tableau |
| 27                                                          | 31-03-2025 | Copa Colsanitas, Bogota                 | WTA 250   | 275 094 $ | Terre (ext.) | Camila Osorio             | Katarzyna Kawa         | 6-3, 6-3            | Tableau |

### Double
| No                                                          | Date       | Nom et lieu du tournoi                 | Catégorie | Dotation  | Surface      | Vainqueures                                | Finalistes                            | Score             |         |
| ----------------------------------------------------------- | ---------- | -------------------------------------- | --------- | --------- | ------------ | ------------------------------------------ | ------------------------------------- | ----------------- | ------- |
| 1                                                           | 16-02-1998 | Copa Colsanitas Bogota                 | Tier IV   | 107 500 $ | Terre (ext.) | Janette Husárová Paola Suárez              | Melissa Mazzotta Ekaterina Sysoeva    | 3-6, 6-2, 6-3     | Tableau |
| 2                                                           | 15-02-1999 | Copa Colsanitas Bogota                 | Tier IVa  | 142 500 $ | Terre (ext.) | Seda Noorlander Christína Papadáki         | Laura Montalvo Paola Suárez           | 6-4, 7-6          | Tableau |
| 3                                                           | 07-02-2000 | Copa Colsanitas Bogota                 | Tier IVa  | 140 000 $ | Terre (ext.) | Laura Montalvo Paola Suárez                | Rita Kuti-Kis Petra Mandula           | 6-4, 6-2          | Tableau |
| 4                                                           | 19-02-2001 | Copa Colsanitas Bogota                 | Tier III  | 170 000 $ | Terre (ext.) | Tathiana Garbin Janette Husárová           | Laura Montalvo Paola Suárez           | 6-4, 2-6, 6-4     | Tableau |
| 5                                                           | 18-02-2002 | Copa Colsanitas Bogota                 | Tier III  | 170 000 $ | Terre (ext.) | Virginia Ruano Pascual Paola Suárez        | Tina Križan Katarina Srebotnik        | 6-2, 6-1          | Tableau |
| 6                                                           | 17-02-2003 | Copa Colsanitas Bogota                 | Tier III  | 170 000 $ | Terre (ext.) | Katarina Srebotnik Åsa Svensson            | Tina Križan Tatiana Perebiynis        | 6-2, 6-1          | Tableau |
| 7                                                           | 23-02-2004 | Copa Colsanitas Seguros Bolivar Bogota | Tier III  | 170 000 $ | Terre (ext.) | Barbara Schwartz Jasmin Wöhr               | Anabel Medina Arantxa Parra Santonja  | 6-1, 6-3          | Tableau |
| 8                                                           | 14-02-2005 | Copa Colsanitas Seguros Bolivar Bogota | Tier III  | 170 000 $ | Terre (ext.) | Emmanuelle Gagliardi Tina Pisnik           | Ľubomíra Kurhajcová Barbora Strýcová  | 6-4, 6-3          | Tableau |
| 9                                                           | 20-02-2006 | Copa Colsanitas Seguros Bolivar Bogota | Tier III  | 175 000 $ | Terre (ext.) | Gisela Dulko Flavia Pennetta               | Ágnes Szávay Jasmin Wöhr              | 7-61, 6-1         | Tableau |
| 10                                                          | 19-02-2007 | Copa Colsanitas Bogota                 | Tier III  | 175 000 $ | Terre (ext.) | Lourdes Domínguez Lino Paola Suárez        | Flavia Pennetta Roberta Vinci         | 1-6, 6-3, [11-9]  | Tableau |
| 11                                                          | 18-02-2008 | Copa Colsanitas Santander Bogota       | Tier III  | 185 000 $ | Terre (ext.) | Iveta Benešová Bethanie Mattek             | Jelena Kostanić Martina Müller        | 6-3, 6-3          | Tableau |
| 12                                                          | 16-02-2009 | Copa Sony Ericsson Colsanitas Bogota   | Intern'l  | 220 000 $ | Terre (ext.) | Nuria Llagostera Vives María José Martínez | Gisela Dulko Flavia Pennetta          | 7-5, 3-6, [10-7]  | Tableau |
| 13                                                          | 15-02-2010 | Copa BBVA-Colsanitas Bogota            | Intern'l  | 220 000 $ | Terre (ext.) | Gisela Dulko Edina Gallovits               | Olga Savchuk Anastasiya Yakimova      | 6-2, 7-66         | Tableau |
| 14                                                          | 14-02-2011 | XIX Copa BBVA-Colsanitas Bogota        | Intern'l  | 220 000 $ | Terre (ext.) | Edina Gallovits-Hall Anabel Medina         | Sharon Fichman Laura Pous Tió         | 2-6, 7-66, [11-9] | Tableau |
| 15                                                          | 13-02-2012 | XX Copa BBVA-Colsanitas Bogota         | Intern'l  | 220 000 $ | Terre (ext.) | Eva Birnerová Alexandra Panova             | Mandy Minella Stefanie Vögele         | 6-2, 6-2          | Tableau |
| 16                                                          | 18-02-2013 | XXI Copa Claro Colsanitas Bogota       | Intern'l  | 235 000 $ | Terre (ext.) | Tímea Babos Mandy Minella                  | Eva Birnerová Alexandra Panova        | 6-4, 6-3          | Tableau |
| 17                                                          | 07-04-2014 | Claro Open Colsanitas Bogota           | Intern'l  | 226 750 $ | Terre (ext.) | Lara Arruabarrena Caroline Garcia          | Vania King Chanelle Scheepers         | 7-65, 6-4         | Tableau |
| 18                                                          | 13-04-2015 | Claro Open Colsanitas Bogota           | Intern'l  | 226 750 $ | Terre (ext.) | Paula C. Gonçalves Beatriz Haddad Maia     | Irina Falconi Shelby Rogers           | 6-3, 3-6, [10-6]  | Tableau |
| 19                                                          | 11-04-2016 | Claro Open Colsanitas Bogota           | Intern'l  | 226 750 $ | Terre (ext.) | Lara Arruabarrena Tatjana Maria            | Gabriela Cé Andrea Gámiz              | 6-2, 4-6, [10-8]  | Tableau |
| 20                                                          | 10-04-2017 | Claro Open Colsanitas Bogota           | Intern'l  | 226 750 $ | Terre (ext.) | Beatriz Haddad Maia Nadia Podoroska        | Verónica Cepede Royg Magda Linette    | 6-3, 7-64         | Tableau |
| 21                                                          | 09-04-2018 | Claro Open Colsanitas Bogota           | Intern'l  | 226 750 $ | Terre (ext.) | Dalila Jakupović Irina Khromacheva         | Mariana Duque Mariño Nadia Podoroska  | 6-3, 6-4          | Tableau |
| 22                                                          | 08-04-2019 | Claro Open Colsanitas Bogota           | Intern'l  | 226 750 $ | Terre (ext.) | Zoe Hives Astra Sharma                     | Hayley Carter Ena Shibahara           | 6-1, 6-2          | Tableau |
| Tournoi annulé en 2020 à cause de l'épidémie du coronavirus |            |                                        |           |           |              |                                            |                                       |                   |         |
| 23                                                          | 05-04-2021 | Copa Colsanitas Bogota                 | WTA 250   | 235 238 $ | Terre (ext.) | Elixane Lechemia Ingrid Neel               | Mihaela Buzărnescu Anna-Lena Friedsam | 6-3, 6-4          | Tableau |
| 24                                                          | 04-04-2022 | Copa Colsanitas Bogota                 | WTA 250   | 239 477 $ | Terre (ext.) | Astra Sharma Aldila Sutjiadi               | Emina Bektas Tara Moore               | 4-6, 6-4, [11-9]  | Tableau |
| 25                                                          | 03-04-2023 | Copa Colsanitas Bogota                 | WTA 250   | 259 303 $ | Terre (ext.) | Irina Khromacheva Iryna Shymanovich        | Oksana Kalashnikova Katarzyna Piter   | 6-1, 3-6, [10-6]  | Tableau |
| 26                                                          | 01-04-2024 | Copa Colsanitas Bogota                 | WTA 250   | 267 082 $ | Terre (ext.) | Cristina Bucșa Kamilla Rakhimova           | Anna Bondár Irina Khromacheva         | 7-65, 3-6, [10-8] | Tableau |
| 27                                                          | 31-03-2025 | Copa Colsanitas Bogota                 | WTA 250   | 275 094 $ | Terre (ext.) | Cristina Bucșa Sara Sorribes Tormo         | Irina Maria Bara Laura Pigossi        | 5-7, 6-2, [10-5]  | Tableau |

## Palmarès messieurs

### Simple
| No | Date       | Nom et lieu du tournoi             | Catégorie       | Dotation       | Surface        | Vainqueur        | Finaliste          | Score              |                |
| -- | ---------- | ---------------------------------- | --------------- | -------------- | -------------- | ---------------- | ------------------ | ------------------ | -------------- |
| 1  | 07-11-1977 | , Bogota                           | GP World Series | 50 000 $       | Terre (ext.)   | Guillermo Vilas  | José Higueras      | 6-1, 6-2, 6-3      |                |
| 2  | 20-11-1978 | , Bogota                           | GP World Series | 50 000 $       | Terre (ext.)   | Víctor Pecci     | Rolf Gehring       | 6-4, 3-6, 6-3, 6-3 |                |
| 3  | 12-11-1979 | , Bogota                           | GP World Series | 50 000 $       | Terre (ext.)   | Víctor Pecci     | Jairo Velasco      | 6-3, 6-4           |                |
| 4  | 10-11-1980 | , Bogota                           | GP World Series | 50 000 $       | Terre (ext.)   | Dominique Bedel  | Carlos Kirmayr     | 6-4, 7-6           |                |
|    | 1981-1993  | Pas de tournoi                     | Pas de tournoi  | Pas de tournoi | Pas de tournoi | Pas de tournoi   | Pas de tournoi     | Pas de tournoi     | Pas de tournoi |
| 5  | 12-09-1994 | , Bogota                           | World Series    | 288 750 $      | Terre (ext.)   | Nicolás Pereira  | Mauricio Hadad     | 6-3, 3-6, 6-4      |                |
| 6  | 11-09-1995 | , Bogota                           | World Series    | 303 000 $      | Terre (ext.)   | Nicolás Lapentti | Miguel Tobón       | 2-6, 6-1, 6-4      |                |
| 7  | 09-09-1996 | Cerveza Club Colombia Open, Bogota | World Series    | 303 000 $      | Terre (ext.)   | Thomas Muster    | Nicolás Lapentti   | 6-7, 6-2, 6-3      |                |
| 8  | 27-10-1997 | , Bogota                           | World Series    | 303 000 $      | Terre (ext.)   | Francisco Clavet | Nicolás Lapentti   | 6-3, 6-3           |                |
| 9  | 02-11-1998 | Cerveza Club Colombia Open, Bogota | Int' Series     | 315 000 $      | Terre (ext.)   | Mariano Zabaleta | Ramón Delgado      | 6-4, 6-4           |                |
|    | 1999       | Pas de tournoi                     | Pas de tournoi  | Pas de tournoi | Pas de tournoi | Pas de tournoi   | Pas de tournoi     | Pas de tournoi     | Pas de tournoi |
| 10 | 06-03-2000 | Cerveza Club Colombia Open, Bogota | Int' Series     | 350 000 $      | Terre (ext.)   | Mariano Puerta   | Younès El Aynaoui  | 6-4, 7-65          |                |
| 11 | 29-01-2001 | Cerveza Club Colombia Open, Bogota | Int' Series     | 350 000 $      | Terre (ext.)   | Fernando Vicente | Juan Ignacio Chela | 6-4, 7-66          |                |
|    | 2002-2012  | Pas de tournoi                     | Pas de tournoi  | Pas de tournoi | Pas de tournoi | Pas de tournoi   | Pas de tournoi     | Pas de tournoi     | Pas de tournoi |
| 12 | 15-07-2013 | Claro Open Colombia, Bogota        | ATP 250         | 638 085 $      | Dur (ext.)     | Ivo Karlović     | Alejandro Falla    | 6-3, 7-64          | Tableau        |
| 13 | 14-07-2014 | Claro Open Colombia, Bogota        | ATP 250         | 663 610 $      | Dur (ext.)     | Bernard Tomic    | Ivo Karlović       | 7-65, 3-6, 7-64    | Tableau        |
| 14 | 20-07-2015 | Claro Open Colombia, Bogota        | ATP 250         | 683 515 $      | Dur (ext.)     | Bernard Tomic    | Adrian Mannarino   | 6-1, 3-6, 6-2      | Tableau        |

### Double
| No | Date       | Nom et lieu du tournoi             | Catégorie       | Dotation       | Surface        | Vainqueurs                            | Finalistes                              | Score              |                |
| -- | ---------- | ---------------------------------- | --------------- | -------------- | -------------- | ------------------------------------- | --------------------------------------- | ------------------ | -------------- |
| 1  | 07-11-1977 | , Bogota                           | GP World Series | 50 000 $       | Terre (ext.)   | Hans Gildemeister Belus Prajoux       | Jorge Andrew Carlos Kirmayr             | 6-4, 6-2           |                |
| 2  | 20-11-1978 | , Bogota                           | GP World Series | 50 000 $       | Terre (ext.)   | Jaime Fillol Álvaro Fillol            | Hans Gildemeister Víctor Pecci          | 6-4, 6-3           |                |
| 3  | 12-11-1979 | , Bogota                           | GP World Series | 50 000 $       | Terre (ext.)   | Emilio Montaño Jairo Velasco          | Bruce Nichols Charles Owens             | 6-2, 6-4           |                |
| 4  | 10-11-1980 | , Bogota                           | GP World Series | 50 000 $       | Terre (ext.)   | Álvaro Fillol Carlos Kirmayr          | Andrés Gómez Ricardo Ycaza              | 6-4, 6-3           |                |
|    | 1981-1993  | Pas de tournoi                     | Pas de tournoi  | Pas de tournoi | Pas de tournoi | Pas de tournoi                        | Pas de tournoi                          | Pas de tournoi     | Pas de tournoi |
| 5  | 12-09-1994 | , Bogota                           | World Series    | 288 750 $      | Terre (ext.)   | Mark Knowles Daniel Nestor            | Luke Jensen Murphy Jensen               | 6-4, 7-6           |                |
| 6  | 11-09-1995 | , Bogota                           | World Series    | 303 000 $      | Terre (ext.)   | Jiří Novák David Rikl                 | Steve Campbell MaliVai Washington       | 7-6, 6-2           |                |
| 7  | 09-09-1996 | Cerveza Club Colombia Open, Bogota | World Series    | 303 000 $      | Terre (ext.)   | Nicolás Pereira David Rikl            | Pablo Campana Nicolás Lapentti          | 6-3, 7-6           |                |
| 8  | 27-10-1997 | , Bogota                           | World Series    | 303 000 $      | Terre (ext.)   | Luis Lobo Fernando Meligeni           | Karim Alami Maurice Ruah                | 6-1, 6-3           |                |
| 9  | 02-11-1998 | Cerveza Club Colombia Open, Bogota | Int' Series     | 315 000 $      | Terre (ext.)   | Diego del Río Mariano Puerta          | Gábor Köves Eric Taino                  | 6-7, 6-3, 6-2      |                |
|    | 1999       | Pas de tournoi                     | Pas de tournoi  | Pas de tournoi | Pas de tournoi | Pas de tournoi                        | Pas de tournoi                          | Pas de tournoi     | Pas de tournoi |
| 10 | 06-03-2000 | Cerveza Club Colombia Open, Bogota | Int' Series     | 350 000 $      | Terre (ext.)   | Pablo Albano Lucas Arnold Ker         | Joan Balcells Mauricio Hadad            | 7-64, 1-6, 6-2     |                |
| 11 | 29-01-2001 | Cerveza Club Colombia Open, Bogota | Int' Series     | 350 000 $      | Terre (ext.)   | Mariano Hood Sebastián Prieto         | Martín Rodríguez André Sá               | 6-2, 6-4           |                |
|    | 2002-2012  | Pas de tournoi                     | Pas de tournoi  | Pas de tournoi | Pas de tournoi | Pas de tournoi                        | Pas de tournoi                          | Pas de tournoi     | Pas de tournoi |
| 12 | 15-07-2013 | Claro Open Colombia, Bogota        | ATP 250         | 638 085 $      | Dur (ext.)     | Purav Raja Divij Sharan               | Édouard Roger-Vasselin Igor Sijsling    | 7-64, 7-63         | Tableau        |
| 13 | 14-07-2014 | Claro Open Colombia, Bogota        | ATP 250         | 663 610 $      | Dur (ext.)     | Sam Groth Chris Guccione              | Nicolás Barrientos Juan Sebastián Cabal | 7-65, 63-7, [11-9] | Tableau        |
| 14 | 20-07-2015 | Claro Open Colombia, Bogota        | ATP 250         | 683 515 $      | Dur (ext.)     | Édouard Roger-Vasselin Radek Štěpánek | Mate Pavić Michael Venus                | 7-5, 6-3           | Tableau        |